# Churches of God, General Conference
Churches of God, General Conference (CGGC) är ett evangelikalt  trossamfund grundat av John Winebrenner.
Denne talade starkt för kristen enhet och emot sekterism och splittring.
Man har inga bekännelseskrifter vid sidan av Bibeln.
Tre sakrament praktiseras; troendedop genom nedsänkning, nattvard och fottvagning.
Samtliga dessa läror har övertagits av Church of God (Anderson) grundat av Daniel Sidney Warner och andra avhoppare som kom att lämna kyrkan på grund av annan uppfattning rörande frågor om helgelse och medlemskap av hemliga ordnar.
CGGC är indelad i 13 konferenser, sju i USA och följande sex globalt: Bangladesh, Indien, Haiti, Brasilien, Kenya och Venezuela.